# Schlacht an der Seriza
Die Schlacht an der Seriza (auch: Schlacht bei Isborsk) fand am 27. August 1501 zwischen den Kräften des Deutschen Ordens unter Hochmeister Wolter von Plettenberg auf der einen Seite und den Kräften des Großfürstentum Moskau und der Republik Pskow (deutsch: Pleskau) auf der anderen. Die russischen Truppen wurden geschlagen.

## Vorgeschichte
Großfürst Iwan III. von Russland verfolgte eine Expansionspolitik, so dass die Beziehungen Moskaus mit Livland angespannt waren. Im Jahr 1492 baute Moskau die Festung Iwangorod am gegenüberliegenden Ufer des Grenzflusses Narva. Zwei Jahre später wurde das Büro der Hanse in Nowgorod geschlossen und die hanseatischen Kaufleute, die meisten von ihnen Liven, inhaftiert. Der Handel über Reval und Dorpat ging erheblich zurück.
Während des Russisch-Schwedischen Krieges 1495–1497 eroberte Schweden Iwangorod und bot es Livland an, was allerdings ablehnte. Dennoch nahm man dies in Moskau als schwedisch-livländische Allianz wahr. Im Mai 1500 brach ein Krieg zwischen Moskau und dem Großfürstentum Litauen aus. Am 17. Mai 1501 schlossen Livland und Litauen in Wilna eine Zehn-Jahres-Allianz. Im August 1501 führte von Plettenberg die livländische Armee nach Pskow.

## Verlauf der Schlacht
Die Armeen trafen sich am 27. August 1501 an der Seriza, 10 km südlich von Isborsk an den westlichen Ausläufern von Pskow. Die Russen versuchten, den Fluss zu überqueren, zunächst mit dem Pskower Regiment, wurden aber zurückgeworfen. Die livländische Artillerie zerstörte dann den Rest des Moskauer Armee trotz des russischen Versuchs, mit ihrer eigenen, unzureichenden Artillerie zu antworten. In der Schlacht besiegte die kleinere livländischen Armee die Moskauer Armee zu einem großen Teil durch die überlegene Artillerie des Deutschen Ordens und die mit Kanonen schlecht ausgestatteten Russen. Die Niederlage brachte Moskau dazu, seine Armee zu modernisieren und stehende Infanterieeinheiten mit Arkebusen zu schaffen.

## Folgen
Die livländischen Truppen eroberten Ostrow und belagerten erfolglos Pskow. Die Russen rächten sich durch Invasion und Plünderungen im östlichen Livland und besiegte den Orden bei Helmed in der Nähe von Dorpat. Der Deutsche Orden trug in der Schlacht am Smolinasee im September 1502 einen weiteren Sieg davon. Der Krieg endete im Jahr 1503, anschließend gab es fast 60 Jahre Frieden – bis zum Livländischen Krieg (1558–1583).
Koordinaten: 57° 35′ 9″ N, 27° 52′ 54″ O